# خورشیدگرفتگی ۲۴ اکتبر ۲۰۹۸
خورشیدگرفتگی ۲۴ اکتبر ۲۰۹۸ (به انگلیسی: Solar eclipse of October 24, 2098) یک خورشیدگرفتگی از نوع خورشیدگرفتگی جزئی است. این خورشیدگرفتگی در تاریخ ۲۴ اکتبر ۲۰۹۸ میلادی (‎۳ آبان ۱۴۷۷ خورشیدی) روی خواهد داد که زمان اوج آن، ساعت ۱۰:۳۶:۱۱ به‌وقت ساعت هماهنگ جهانی است.